# Locomotive Breath
Locomotive Breath è una canzone del gruppo rock britannico Jethro Tull, pubblicata nel loro album di più grande successo Aqualung (1971). La canzone è uno dei cavalli di battaglia della band, tanto che in tutti i loro concerti viene eseguita per ultima. La band, infatti, al termine del concerto finge di andarsene, per poi rientrare, eseguire solo quella canzone e salutare il pubblico per davvero. Spicca in particolar modo l'assolo del flauto traverso di Ian Anderson, con alcuni passaggi di indubbia complessità.
Dopo un tranquillissimo inizio di pianoforte e chitarra elettrica, la canzone prende forza in un attimo per poi mantenere lo stesso ritmo fino alla fine, un ritmo che ricorda l'andamento di un treno e lo sbuffare della sua locomotiva.

## Significato della canzone
Il testo parla dell'inesorabile scorrere della vita, paragonata ad un treno che non ha modo di fermarsi perché il vecchio Charlie (old Charlie) ha rubato la leva dei freni. Una interpretazione è che Charlie sia Charles Darwin, il primo uomo ad aver offerto un'alternativa scientifica alla credenza religiosa della creazione come spiegato, invece, nella Bibbia. Secondo questa visione "Charlie" avrebbe rubato quei freni che per secoli hanno condizionato il modo degli uomini di pensare il mondo. Inoltre queste complesse liriche devono considerarsi una metafora sulla vita; infatti il treno, il viaggiare con esso, i binari, hanno un preciso significato simbolico. Secondo un'altra interpretazione, dal momento che nella tradizione scozzese "Old Charlie" è uno dei nomignoli del Diavolo, questi, avendo dispettosamente rubato la leva del freno, ne causa il disastro.
A differenza del testo stampato sul disco, forse per dare una più chiara e dura interpretazione, nell'ultima strofa cantata "old Charlie" diventa "God" (Dio) ed in questo modo il significato è completamente diverso, una visione nettamente pessimistica dello scorrere della vita, come su di un treno dal quale non si può scendere, spettatori inermi del proprio destino perché Dio, l'eterno vincitore (the all-time winner), non consente di modificarlo all'eterno perdente (the all-time loser), e la corsa continua inesorabile fino alla sua morte (headlong to his death).
In una intervista del marzo 1971 alla rivista Disc and Music Echo, Ian Anderson disse: "Locomotive Breath è un'altra canzone sul morire (...) è una analogia dell'infinito viaggio sul treno della vita, non lo puoi fermare, ci devi barcollare sopra." 
La canzone è stata riproposta dal gruppo heavy metal statunitense dei W.A.S.P., inserita come bonus track nel loro album del 1989 The Headless Children.

## Registrazione
Il pezzo fu registrato in un modo inusuale, con la tecnica dell'overdub. Gran parte delle parti della canzone furono infatti registrate separatamente dalle altre. Ian Anderson registrò le parti del flauto e la voce, oltre a grancassa, hi-hat, chitarra acustica e alcune parti di chitarra elettrica. Poi fu la volta del piano di John Evan, seguito dalla batteria di Clive Bunker e infine la chitarra elettrica di Martin Barre. Tutte queste registrazioni furono poi sovrapposte l'una all'altra. Il motivo fu che Ian Anderson trovava difficile comunicare agli altri membri della band le sue idee musicali riguardo alla canzone.

## Comparse in altri album
- Living in the Past (album)
- M.U. - The Best of Jethro Tull
- Bursting Out
- A Classic Case
- 20 Years of Jethro Tull
- Rock Island (Solo come bonus track nell'edizione rimasterizzata del 2006)
- Live at Hammersmith '84 (Live)
- Original Masters
- Through the Years (Live)
- A Little Light Music (Live)
- Living with the Past (album) (Live)
- 20 Years of Jethro Tull: Highlights
- The Extended Versions
- 36 Greatest Hits
- The Best of Jethro Tull: The Anniversary Collection
- The Very Best of Jethro Tull
- Aqualung Live

## Comparse nei film
- Starsky & Hutch (serie TV)
- Jumanji (1995)
- Fargo (serie TV); seconda stagione, episodio n. 7